# مارک ترمونتی
مارک ترمونتی (به انگلیسی: Mark Tremonti) (متولد ۱۸ آوریل ۱۹۷۴) موسیقی دان و گیتاریست آمریکایی گروه‌های کرید، آلتربریج و ترمونتی است؛ مجله گیتار ورلد برای سه سال پیاپی وی را به عنوان گیتاریست سال انتخاب کرده و توتال گیتار در سال ۲۰۱۱ او را چهارمین گیتاریست برتر سبک هوی متال تمام تاریخ نامید. همچنین لاودوایر در سال ۲۰۱۵ ترمونتی را به عنوان بهترین گیتاریست سال بالاتر از اسلش معرفی کرد.
در سال ۲۰۱۱ خوانندگان مجله گیتاریست سولوی آهنگ پرنده سیاه (به انگلیسی: Blackbird) از مارک ترمونتی را به عنوان بهترین سولوی تاریخ بالاتر از نام‌هایی نظیر اسلش، دیوید گیلمور، جیمی پیج و جیمی هندریکس انتخاب کردند.
در اواخر اکتبر سال ۲۰۱۵ اولتیمیت گیتار پس از چهار ماه رای‌گیری از بازدیدکنندگان خود و با ثبت آمار حدود ۲۰۰ هزار رأی، ۴ هزار کامنت و ۵۰۰ هزار بازدید برای بار دوم سولوی آهنگ پرنده سیاه را به عنوان بهترین سولوی تمام تاریخ موسیقی راک انتخاب کرد.
از همان روزهای اول کار حرفه‌ای با کرید، مارک ترمونتی توانست نظر مثبت منتقدین را نسبت به خود جلب کند. این موج مثبت باعث شد ترمونتی در سال
۲۰۰۱ به خاطر آهنگ «با آغوشی کاملاً باز» (به انگلیسی: With Arms Wide Open) برندهٔ جایزه گرمی شود.
در سال ۲۰۱۱ ترمونتی به منظور نزدیک شدن به سبک اسپید متال و همچنین پرورش توانایی‌هایش در خواندن، گروهی به نام ترمونتی را پایه‌گذاری کرد. حاصل این پروژه دو آلبوم موفق به نام‌های «هر آنچه که بودم» (به انگلیسی: All I Was) در سال ۲۰۱۲ و «داغ آهن» (به انگلیسی: Cauterize) در سال ۲۰۱۵ بود.
خلاقیت بی‌انتهای ترمونتی در ساخت سولوهای آتشین و عدم تأکید روی یک تکنیک، سبک نوازندگی یا صدای خاص او را در زمره ممتازترین نوازندگان سبک‌های «هارد راک» و «هوی متال» قرار داده و استفاده به جا و به موقع از تکنیک‌های پینچ هارمونیک، اسلاید و لگاتو سولوهای او را دست نیافتنی و باورناپذیر کرده‌است.

وی در زمینه نقاشی نیز استعداد خوبی دارد و بارها آثارش در حساب‌های کاربری متعلق به وی در فیسبوک و توییتر منتشر شده‌است.

## آلبوم‌ها
کرید:
- زندانِ خودم (۱۹۹۷)
- خاکِ آدمی (۱۹۹۹)
- زنگار گرفته (۲۰۰۱)
- بازگشت به ریشه (۲۰۰۹)

آلتربریج
- یک روز باقی‌مانده (۲۰۰۴)
- پرندهٔ سیاه (۲۰۰۷)
- AB3
- سنگر (۲۰۱۳)

مارک ترمونتی
- هر آنچه که بودم (۲۰۱۲)
- داغِ آهن (۲۰۱۵)
- گرد و خاک (۲۰۱۶)